# Rillo de Gallo
Rillo de Gallo è un comune spagnolo di 56 abitanti situato nella comunità autonoma di Castiglia-La Mancia.